# Mil Mi-60
Mil Mi-60MAI là loại trực thăng hạng nhẹ 3 chỗ của Nga, mô hình xuất hiện lần đầu tiên lại Moskva Salon năm 2001. Dự kiến nó trang bị 1 hoặc 2 động cơ (1 loại 195 hp Textron Lycoming HIO-360-F1AD hoặc 2 chiếc loại 237 hp VAZ-426, hoặc 2 chiếc loại 113 hp Rotax 914F) (1 loại 195 hp Textron Lycoming HIO-360-F1AD hoặc 237 hp VAZ-426, hoặc 2 chiếc loại 113 hp Rotax 914F).